# Neu Käbelich
Neu Käbelich ist ein Ortsteil der Gemeinde Cölpin im Landkreis Mecklenburgische Seenplatte in Mecklenburg-Vorpommern.

## Geografie
Der Ort liegt zwei Kilometer südöstlich von Cölpin. Zur Gemarkung Neu Käbelich zählt eine Fläche von 621 Hektar. Die Nachbarorte sind Hochkamp im Norden, Neetzka im Nordosten, Oertzenhof im Osten, Alt Käbelich im Südosten, Plath im Süden, Leppin im Südwesten, Marienhof im Westen sowie Cölpin im Nordwesten.

## Geschichte
Neu Käbelich war 1770 ein Vorwerk von Alt Käbelich, wurde 1801 eine selbständige Meierei und 1946 aufgesiedelt. Das Gutshaus baute 1908 der Domänenpächter Karl Krog.